# Производство присутствия

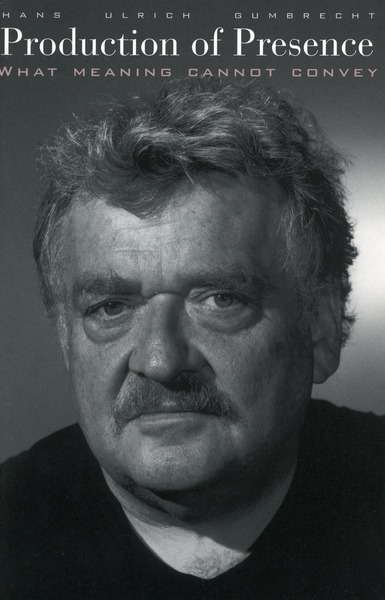
Обложка к англоязычному изданию

«Производство присутствия. Чего не может передать значение» (англ. Production of Presence: What Meaning Cannot Convey) — одно из произведений литературоведа, историка культуры, философа, профессора Стэнфордского университета Ханса Ульриха Гумбрехта, в котором его автор выступает против «толковательной практики» в гуманитарных науках, где место интерпретации является ключевым, иначе говоря, центральной практикой является опознание и/или присвоение значений.

## Основные термины и идеи
Принадлежность к какой-либо научной школе описана автором так: не придерживается традиций европейской герменевтики (скорее, наоборот); произведение не является упражнением в деконструкции, ещё дальше от культурных исследований и марксизма. Основной задачей автор заявляет «твердо выступить против склонности современной культуры оставлять и даже забывать всякую возможность отношения к миру, основанного на присутствии»: эпистемологический пафос книги направлен на реабилитацию эффектов чувственного, телесного присутствия. Поворот от эффекта значения к эффекту присутствия предполагает обращение к нашей чувственности, что также не является вчувствованием (einfühlung), то есть работой воображения о происходящем в другом. Гумбрехт работает с такими понятиями, как: присутствие, производство присутствия, вещественный мир, значение, метафизика. Присутствие он определяет как пространственное отношение к миру и вещам в нём; производство как «действие „выдвижения“ какого-либо предмета в пространстве». «Под „производством присутствия“ понимаются всякого рода события и процессы, вызывающие или усиливающие воздействие „присутствующих“ объектов на человеческие тела». «Вещественный мир», в определении автора, включает в себя все те предметы, которые находятся в «присутствии» и, кроме того, идею стремления к непосредственности человека (его тела и сознания) в отношении к предметам мира.

## «Культура присутствия» и «культура значения»
Гумбрехт разрабатывает и собирает типологические портреты культур, историческим разделением которых является ново-европейская культура: «культура присутствия» соотносится с основополагающими тенденциями до-новоевропейской культуры, а «культура значения» с ново-европейской и современной. Такое разделение предполагает ряд разнящихся особенностей. Субъектно-объектная парадигма, разделившая духовное и материальное, основополагающим в культуре значения сделала дух (сознание) и субъективность, тогда как в культуре присутствия им является человеческое тело как часть мира. Культура значения и культура присутствия разнятся по отношению к знанию и его легитимности: для первой оно абсолютно, так как произведено субъектом в акте истолкования мира; для второй — знание открывается богом или иными событиями самораскрытия мира. Культура значения центрирована вокруг понятие «знак», тогда как культура присутствия — вокруг понятия «вещь».
| Культура присутствия                       | Культура значения                |
| ------------------------------------------ | -------------------------------- |
| тело                                       | дух                              |
| бытие в мире                               | эксцентрическое положение в мире |
| богооткровение и самораскрытие             | толкование                       |
| вещь                                       | знак                             |
| магия                                      | действие                         |
| пространство                               | время                            |
| насилие                                    | власть                           |
| отпадение от упорядоченных событий космоса | инновация                        |
| карнавал                                   | игра, вымысел                    |
| евхаристия                                 | парламентские дебаты             |

Гумбрехт считает, что люди, занимающиеся гуманитарными знаниями, могут стать теми, кто может вывести нас из культуры толкования. Именно в этом и заключается «спасение» гуманитарных наук, так как на данный момент они находятся в культуре значения. Текст как культура значения может переходить в текст как культура присутствия сквозь субъективное. Естественные и технические науки стремятся пребывать только в культуре значения, игнорируя культуру присутствия. Что касается гуманитарных наук, то они, по Гумбрехту, имеют шанс спастись от «наивности» относительно стремления приобщения к культуре значения, потому что имеют отношение к культуре присутствия.
Освоение мира:
1. Поедание — приобщение субъекта и объекта, страх быть съеденным;
2. Проницание — присутствует элемент значения, но сохраняется дистанция между проницаемым и проницающим;
3. Мистицизм — остается телесное переживание, элементы евхаристии и магии, но при этом человек, скорее, включает интеллектуальное познание;
4. Коммуникация — не берется во внимание культура присутствия, страх вторжения толкования.

## Эстетический опыт
«Колебание (а порой и интерференция) между "эффектами присутствия" и "эффектами значения"»
. Оригинальный текст (рус.)Отношение к предметами вещественного мира, которое бы колебалось между эффектами присутствия и эффектами значения.
Иммануилу Канту в утверждении такой модели понимания субъектом себя и своего места, когда человек противопоставлен миру как совокупности материальных вещей и превращен в бестелесного наблюдателя, при этом проявляет активность в акте толкования мира, Гумбрехт приписывает двойственную роль — одновременно и высшего завершения эпохи Просвещения, и начала распада существующей парадигмы. Как отмечают исследователи, это «сказалось прежде всего в утверждении эстетики как самостоятельной отрасли философии, исследующей специфический, не гносеологический и не практический, тип взаимодействия человека с миром (чувственно- интеллектуальный, индивидуально-всеобщий, творческий, процессуальный, возможный)».

## Эстетическое переживание
В главе «Эпифания/презентификация/дейксис: виды на будущее для гуманитарных наук и искусств» Гумбрехт уточняет, что предпочитает работать с понятием «эстетического переживания» (ästhetisches Erleben), а не с понятием «эстетического опыта» (ästhetische Erfahrung), объясняя это тем, что понятие «опыта» во многих концепциях соотносится с толкованием, тогда как «переживание» подразумевает уже полученное физическое восприятие (Wahrnehmung), которое ещё не было подвергнуто истолкованию и, соответственно, опытом ещё не являющееся.
По мысли Гумбрехта, эстетическое переживание «всегда внушает нам особое чувство интенсивности, которого не найти в исторически и культурно конкретном мире повседневности, где мы живём». Следовательно, эстетическое переживание необходимо изолированно от мира повседневности, занимает «островное положение» благодаря т. н. «моментам интенсивности», «которые не могут быть частью того мира повседневности, где они имеют место». Согласно автору, в моменты экзальтации, ощущения нами восторга, восхищения, равно как и противоположных чувств, быть может, мучительных и гнетущих, в нас достигают высшей степени наши познавательные, эмоциональные и, возможно, физические способности, которые, однако, не содержат в себе никакого урока или знания. Кроме того, гарантировать возможность намеренно и систематически создавать или продлевать такие моменты интенсивности, а также предсказывать и объяснять их, нельзя.

### Эпифания
«… я считаю, что всякий раз, когда мы в своей конкретной культурной ситуации пользуемся словом „эстетика“, мы осознанно или неосознанно имеем в виду эпифанию. Под этим словом мы подразумеваем те эпифании, которые хотя бы на некоторый момент заставляют нас мечтать, стремиться и даже, быть может, вспоминать телом и сознанием, как хорошо было бы жить заодно с вещественным миром»
Категория «эпифания» (буквально, богоявление) используется Гумбрехтом для того, чтобы эксплицировать колебание между эффектами присутствия и эффектами значения, возникающее в тот момент, когда мы испытываем эстетическое переживание, а точнее «то отмеченное и рассмотренное у Жан-Люка Нанси чувство, что эффекты присутствия нельзя удержать, что они — а вместе с ними и симультанность значения и присутствия — эфемерны». Вместе с тем, он отмечает, «что те эффекты присутствия, которые мы можем переживать, всегда уже проникнуты отсутствием», добавляя, что для нас, имеющих дело преимущественно с культурой значения, явления присутствия мимолетны и недолговечны, а следовательно случаются лишь как «эффекты» присутствия, опосредованные «подушками значения». Отсюда делается вывод, что предметам эстетического переживания свойственны колебания между эффектами присутствия и эффектами значения.
С помощью понятия «эпифании» автором проясняются три обстоятельства:
1. «впечатление, будто конфликт присутствия и значения, когда он имеет место, возникает из ничего»;
2. «пространственная артикуляция, которой обладает возникновение этого конфликта»;
3. «то, что его (конфликта) темпоральность можно описать как „событие“».

Поясняются эти обстоятельства следующим образом: так как эффект присутствия неотделим от эстетического переживания, то он невозможен без участия субстанции, которая, в свою очередь, не может восприниматься без наличия формы; основываясь на темпоральности компонента присутствия в конфликте образуемом эстетическим переживанием делается заключение, «что всякий раз, когда предмет эстетического переживания возникает и вызывает в нас это мгновенное чувство интенсивности, он возникает словно из ничего»; пространственность объясняется наличием формы и субстанции у того, что представляется возникающим ex nihilo; событийный же характер эпифании имеет своим истоком непредсказуемость её возникновения, сокрытость её возможной формы и степени интенсивности, а также возникающее будто из ничего чувство интенсивности, самоуничтожающееся в процессе своего возникновения.

### Презентификация
«Лишенные возможности все время осязать, слышать и обонять прошлое, мы охотно лелеем иллюзии подобных ощущений. Такое желание презентификации можно связать со структурой расширенного настоящего, где мы больше не чувствуем прошлое „оставленным позади“ и где будущее для нас закрыто. Конечным итогом такого расширенного настоящего является скопление миров и артефактов прошлого в какой-то сфере симультанного бытия»
Под «презентификацией» Гумбрехт понимает некоторую альтернативу современной исторической науке, выражающуюся в представлении былых миров таким образом, чтобы они были физически воспринимаемы в реальном времени, и создавали то, что он называет «расширенным настоящим». Историография, или же использование текста как исторического медиума, по мнению Гумбрехта, плохо справляется с задачей актуализации прошлого в качестве настоящего, и на данный момент историческая наука нуждается именно в своём пространственном представлении в виде артефактов и реконструкций исторических событий, то есть, в презентификационных практиках.
Ограниченность человеческой жизни рождением и смертью создает желание выйти «за эти рамки жизненного мира», и презентификация приходит здесь на помощь, позволяя сместить предел рождения в сторону прошлого. «Предметом этого желания, заложенного в глубине всех конкретно-исторических культур, окажется презентификация прошлого, то есть возможность „разговаривать“ с мертвыми или „прикасаться“ к предметам мира, где они жили».
Презентификация не задается вопросом о значении исторических объектов — она дает человеку возможность взглянуть на артефакт не как на «симптом» прошлого, но как на часть его настоящего. Подключив воображение, субъект может представить, в каких телесных и мысленных отношениях он мог бы находиться с тем или иным предметом, если бы последний был частью его «собственного исторического мира повседневности». Презентификация позволяет прошлому «воскреснуть» таким образом, чтобы у человека появилась возможность наслаждаться им без обременения себя вопросами об исторической значимости стоящего перед ним объекта или же о практической пользе «занятия прошлым».

### Дейксис
По Гумбрехту, первостепенной задачей академического преподавания является не обеспечение студентов знаниями и этическими ориентирами, которые должны подвести их под конкретное индивидуальное или коллективное поведение (что возможно и без фактического присутствия студентов и преподавателей в одном помещении), но дейксис или же «дейктические жесты», то есть указания на моменты интеллектуальной сложности и неоднозначности. Дейктическое преподавание должно быть нацелено не на решение или ответ, но на саму проблему и вопрос.
При этом, Гумбрехт предостерегает преподавателей от сложностей, которые могут возникнуть в связи с таким методом преподавательской работы, а именно молчание и «полумистическое восхищенное созерцание столь великой сложности вещей». Против этого он предлагает особый метод чтения, как книг так и текстов, не просто как процесс приписывания значений и толкования, но как процесс расширения мышления, «нескончаемое движение, одновременно и радостное и мучительное колебание между утратой и восстановлением мысленного контроля и ориентации». Подобный процесс чтения может происходить только при условии отсутствия давления времени и немедленного поиска каких-либо ответов или решений.
Задачей преподавателя, осуществляющего дейктический метод преподавания, является не только указание на концептуальные трудности, но и поддержание реакций студентов при столкновении с этими трудностями (мини-события), и перенаправление их в диалог, который может продвинуть студентов если не в поиске ответов, то в углублении в вопрос.